# Anca Tănase
Anca Tănase (15 marzo 1968) è un'ex canottiera rumena.

## Palmarès

### Olimpiadi
- 1 medaglia:
  - 1 oro (Atlanta 1996 nell'otto)

### Mondiali
- 5 medaglie:
  - 2 ori (Bled 1989 nell'otto; Aiguebelette 1997 nell'otto)
  - 2 argenti (Tampere 1995 nell'otto; Aiguebelette 1997 nel quattro senza)
  - 1 bronzo (Indianapolis 1994 nell'otto)